# Wilhelm z Poitiers
Wilhelm z Poitiers (ur. ok. 1020, zm. 1090) – normandzki kronikarz, który urodził się w Les Préaux, w pobliżu Pont-Audemer, a należał do wpływowego rodu szlachty normandzkiej. Po odbyciu krótkiej służby wojskowej wyjechał na studia do Poitiers, a wróciwszy do Normandii został kapelanem księcia Wilhelma i archidiakonem w Lisieux.
Orderic Vitalis zamieścił jego krótką biografię w swej Historia ecclesiastica nadmieniając, że pisywał również wiersze.
W swej pracy zatytułowanej Gesta Guillelmi II ducis Normannorum, której wstępna i końcowa część zaginęła, opisał barwnie życie i dzieje księcia; to, co przertwało do naszych czasów obejmuje okres od roku 1047 do 1068 i jest wartościowe ze względu na liczne szczegóły życia Zdobywcy i jego dworu, jakkolwiek mało wiarygodne, jeśli chodzi o okres angielski. Wilhelm z Poitiers opisuje z detalami przygotowania Normanów do inwazji na Anglię, bitwę pod Hastings i jej następstwa. Dzieło powstało pomiędzy 1071 a 1077 rokiem i zostało wykorzystane przez Orderica Vitalisa.
Gesta Guillelmi zostały przetłumaczone na język angielski: The Gesta Guillelmi of William of Poitiers (ISBN 0-19-820553-8).